# Molibdato de calcio
El molibdato de calcio es un compuesto inorgánico, del grupo de las sales, que está constituido por aniones molibdato {\displaystyle {\ce {MoO4^{2-}}}} y cationes calcio {\displaystyle {\ce {Ca^{2+}}}}, cuya fórmula química es {\displaystyle {\ce {CaMoO4}}}.

## Propiedades
El molibdato de calcio se presenta en forma de cristales blancos que cristalizan en el sistema tetragonal. Su punto de fusión es de 1445 °C - 1,520 °C y su densidad 4,28 g/cm³. En la naturaleza se encuentra formando el mineral powellita.

## Preparación
El molibdato de calcio se puede obtener calentando una mezcla de óxido de calcio {\displaystyle {\ce {CaO}}} y óxido de molibdeno (VI) {\displaystyle {\ce {MoO3}}} según la reacción:
{\displaystyle {\ce {CaO + MoO3 -> CaMoO4}}}
También puede prepararse a partir de una disolución de molibdato de sodio {\displaystyle {\ce {Na2MoO4}}} adicionándosele cloruro de calcio {\displaystyle {\ce {CaCl2}}}:
{\displaystyle {\ce {Na2MoO4(aq) + CaCl2(s) -> CaMoO4(s) + 2NaCl(aq)}}}